# Aufstelldach

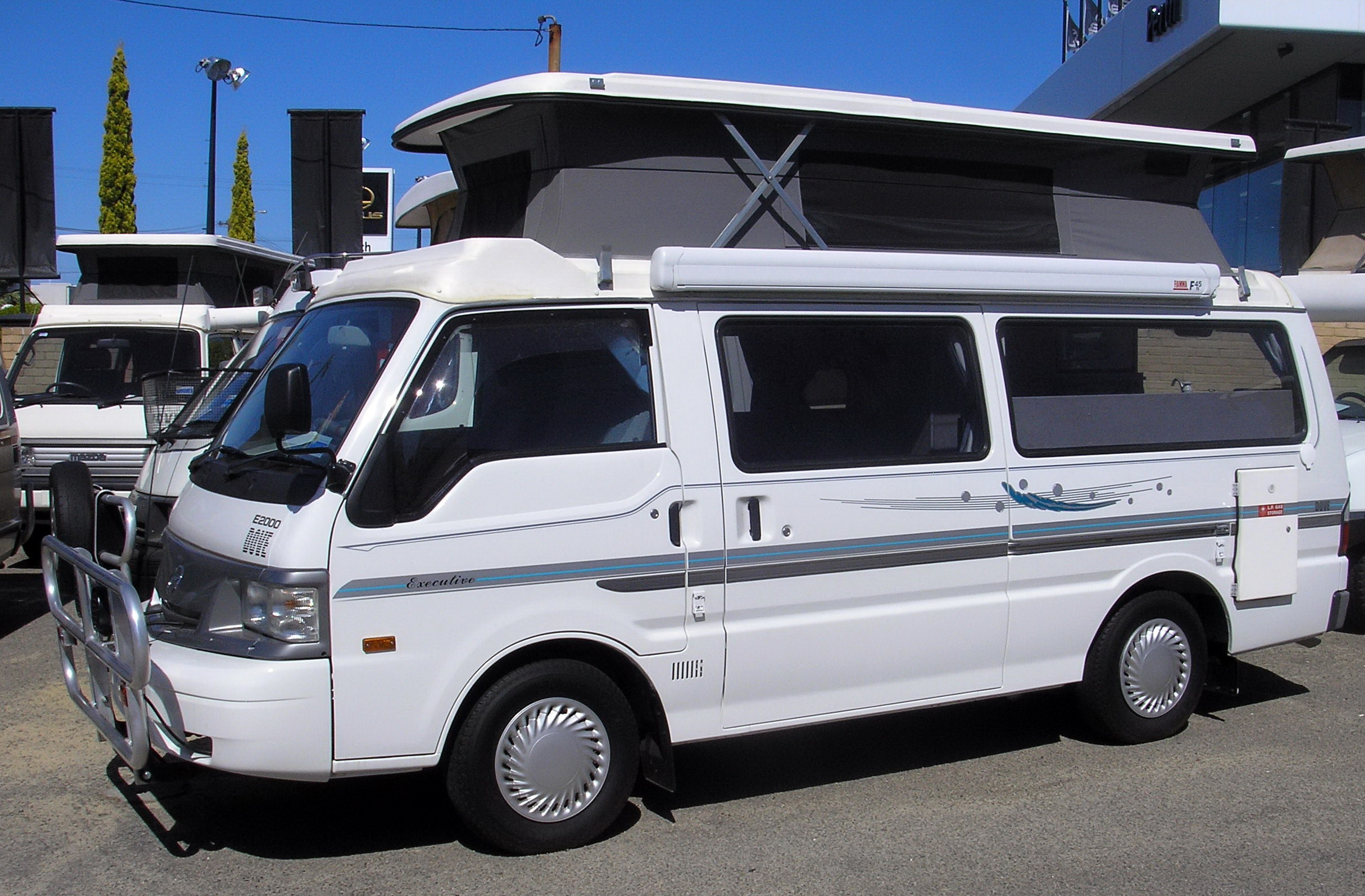
Reisemobil mit Hubdach nahezu über die gesamte Fahrzeuglänge.

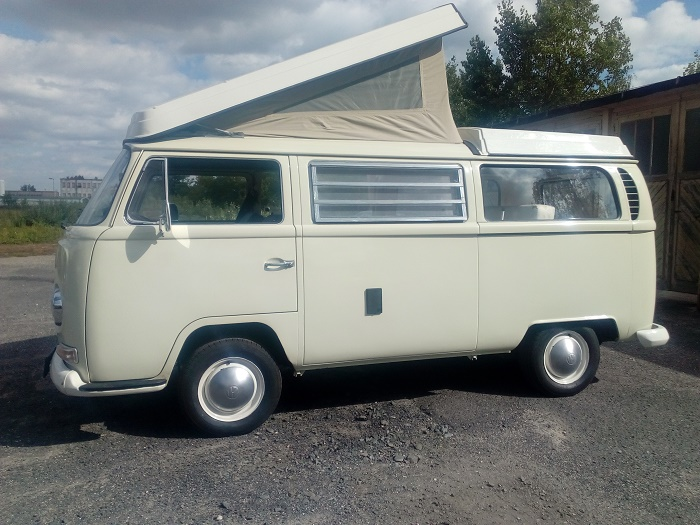
1968 VW T2a Westfalia mit vorn angeschlagenem Faltdach

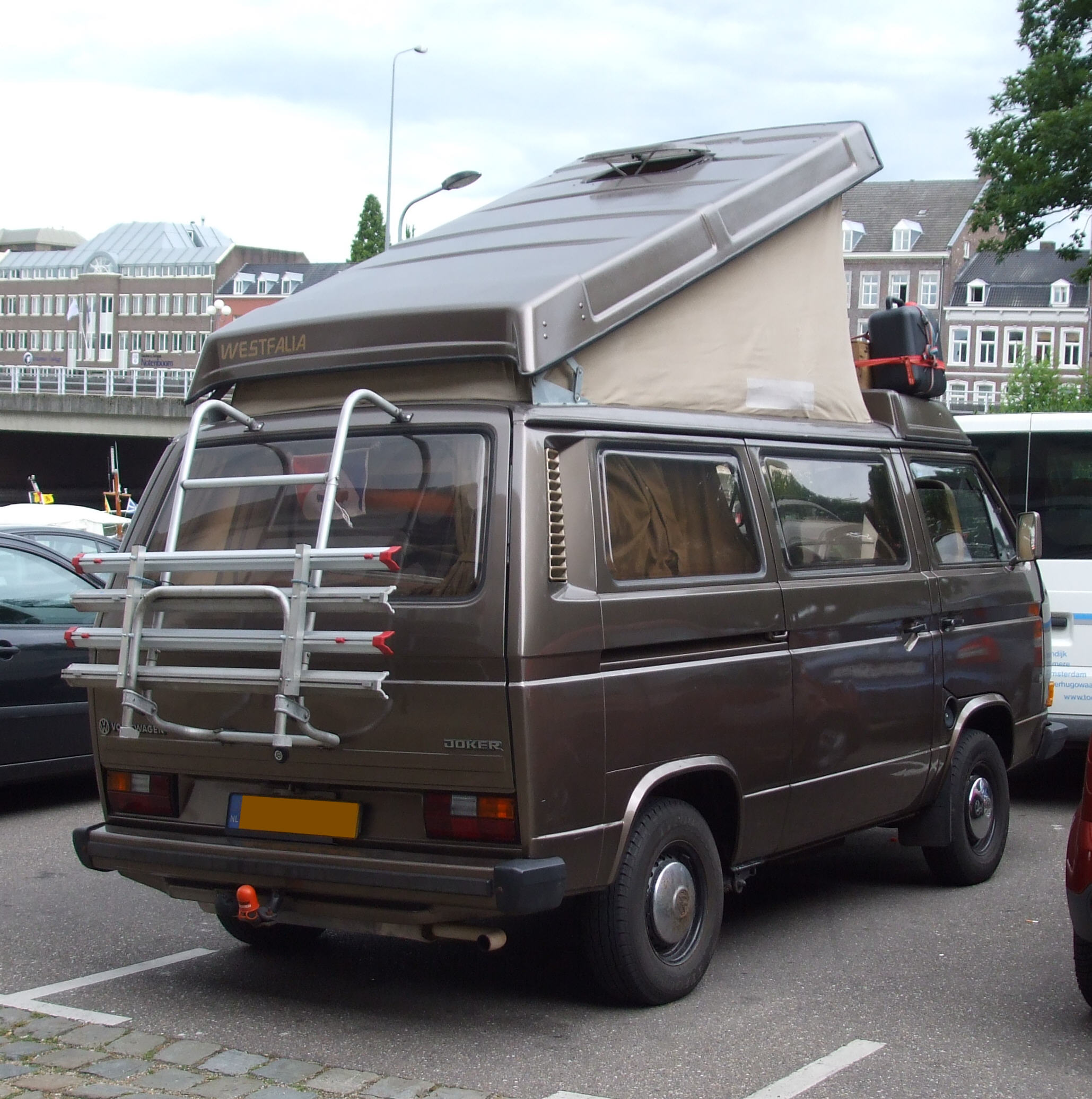
VW-Campingbus mit hinten angeschlagenem Aufstelldach.

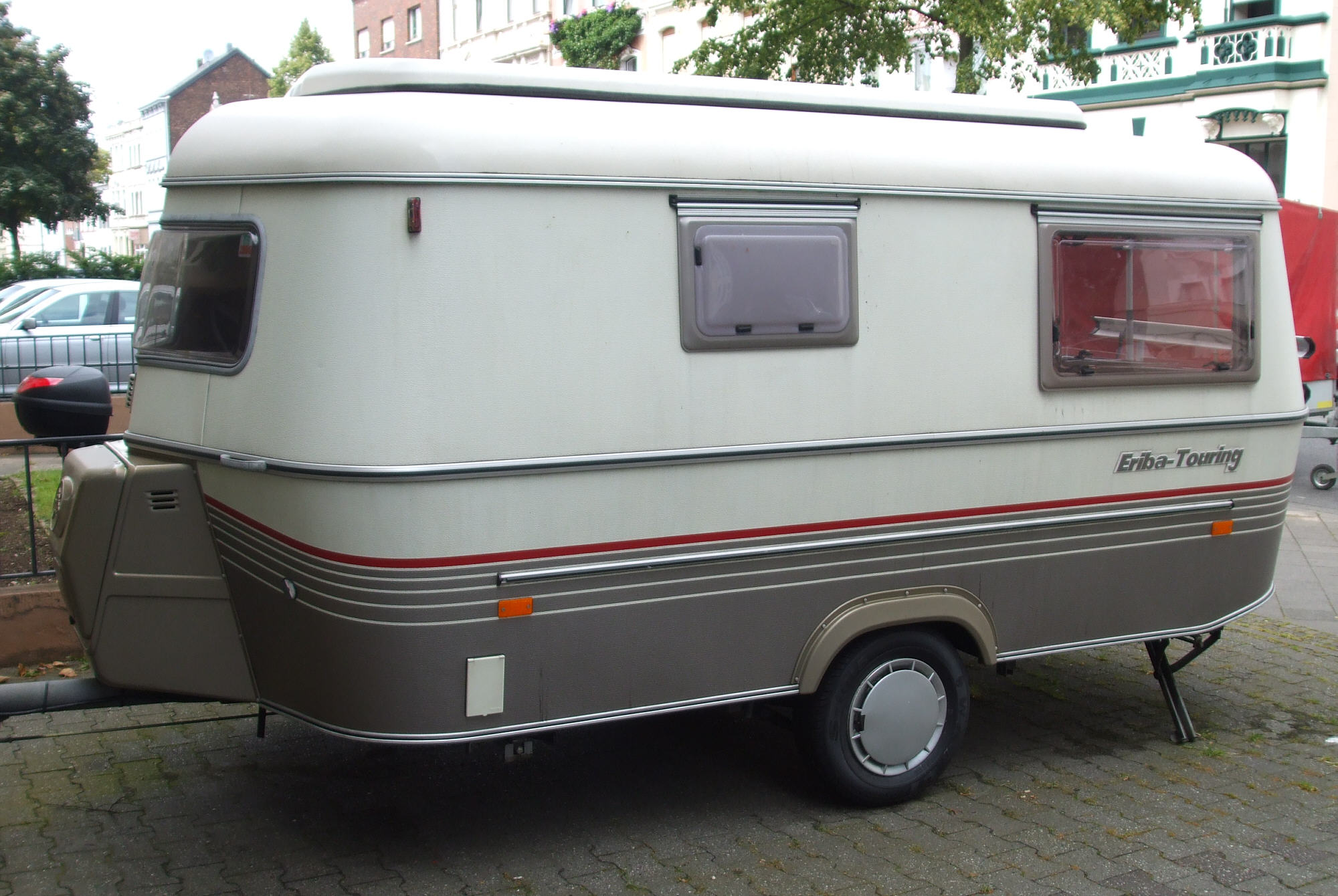
Wohnwagen (Eriba) mit Aufstelldach

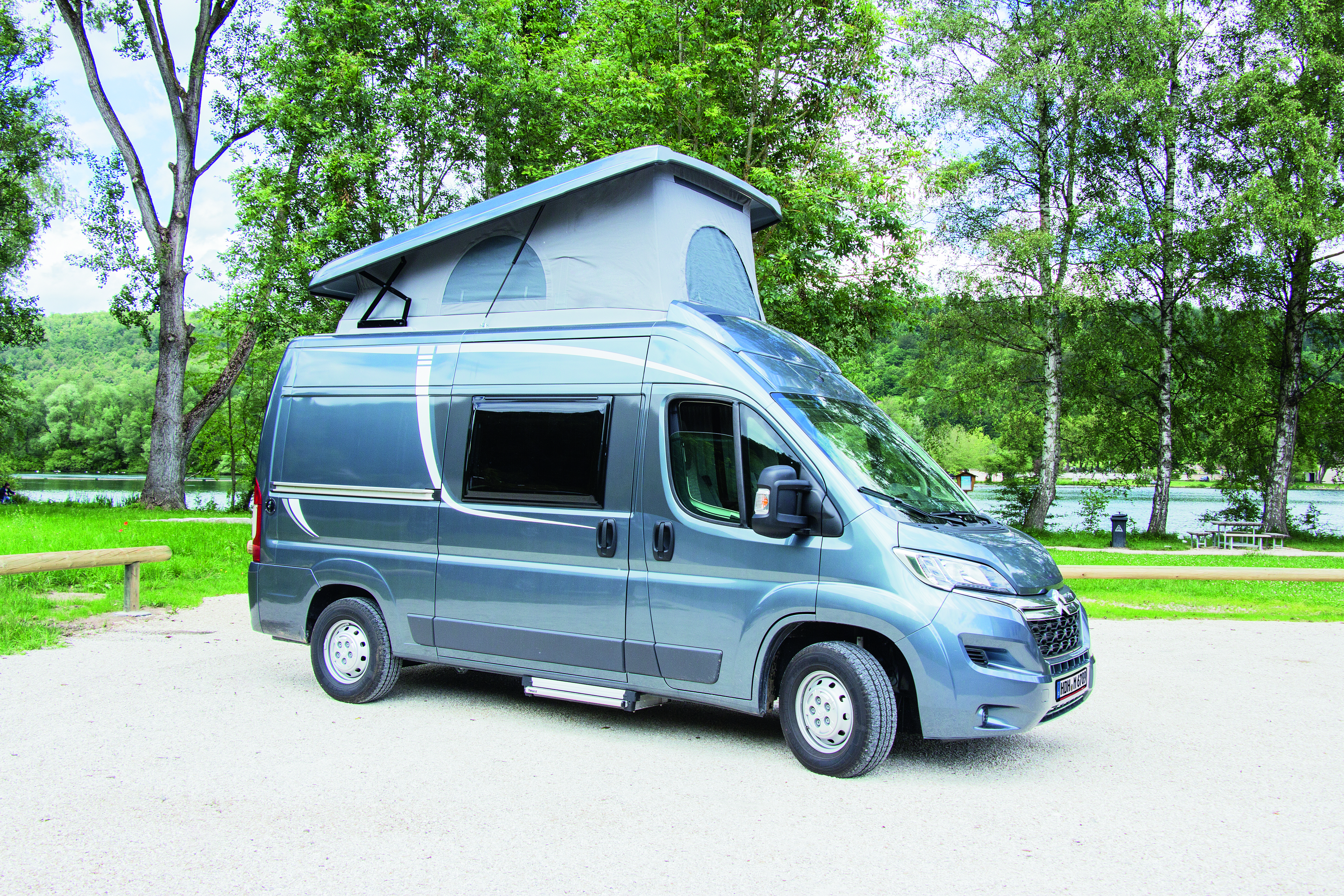
Aufstelldach (SCA) für einen großen Kastenwagen, hier Citroën Jumper.

Als Aufstelldach wird das Dach eines Kraftfahrzeugs bzw. Wohnwagens bezeichnet, wenn es bei Stillstand des Fahrzeugs bzw. Wohnanhängers nach oben geklappt werden kann, um im ansonsten niedrigeren Innenraum Stehhöhe zu erreichen.

## Einsatzgebiete
Aufstelldächer werden hauptsächlich bei kleineren Wohnmobilen und Wohnwagen eingesetzt. Neben Aufstelldächern gibt es noch Falt- und Hubdächer. Aufstelldächer können sowohl vorne, hinten aber auch  seitlich des Daches angeschlagen sein.

## Vorteile
Durch ein Aufstelldach lassen sich einerseits die niedrige Höhe des Fahrzeugs während der Fahrt und andererseits die ausreichender Stehhöhe im Standbetrieb kombinieren. Gegenüber einem vergleichbaren Fahrzeug mit festem, hohen Dach reduziert sich dadurch der Kraftstoffverbrauch. Je nach Konstruktion des Dachs lassen sich auch zusätzliche Schlafplätze darunter unterbringen. Durch die niedrige Bauhöhe können vielfach auch Tiefgaragen und Parkhäuser befahren werden. Des Weiteren werden häufig bei Fährüberfahrten für Fahrzeuge über einer bestimmten Höhe deutlich höhere Tarife in Rechnung gestellt.

## Nachteile
In der Regel bestehen die faltbaren Wände im Bereich des Aufstelldachs aus Zeltplane und bieten daher eine wesentlich schlechtere Wärmedämmung als die festen Wände. Deshalb sind Campingfahrzeuge mit Aufstelldach meist nicht für Wintercamping geeignet. Wurde das Aufstelldach in nassem Zustand heruntergeklappt, so muss es so bald wie möglich wieder zum Trocknen aufgeklappt werden, damit sich keine Stockflecken bilden. 
Diese Nachteile lassen sich weitestgehend durch den Einsatz von sogenannten Covern oder Mützen ausgleichen. Dabei werden Stoffhauben über das Aufstelldach gezogen, die den Regen vom Zeltbalg fern und diesen somit trocken halten. Außerdem kann durch die isolierende Luftschicht die zwischen dem Cover und dem Zeltbalg entsteht auch eine relativ gute Wärmeisolation erreicht werden.

## Hersteller

### SCA
Unter dem Markennamen SCA fertigt und vertreibt das deutsche Kunststoffunternehmen C.F. Maier seit 1987 Aufstell- und Hochdächer. SCA ist Marktführer und bietet die breiteste Produktpalette für Fahrzeuge unterschiedlicher Automarken. Unter anderem bei den Marken Bürstner, Etrusco, Hymer, Laika und Pössl werden SCA-Dächer verbaut.

### Reimo
Der deutsche Hersteller Reimo fertigt seit 1982 Aufstell-, Hub- und Hochdächer für Campingbusse und bietet ein umfangreiches Produktspektrum. Neben anderen verbauen die Marken Benimar, Karmann und Roller Team Reimo-Dächer.

## Siehe auch

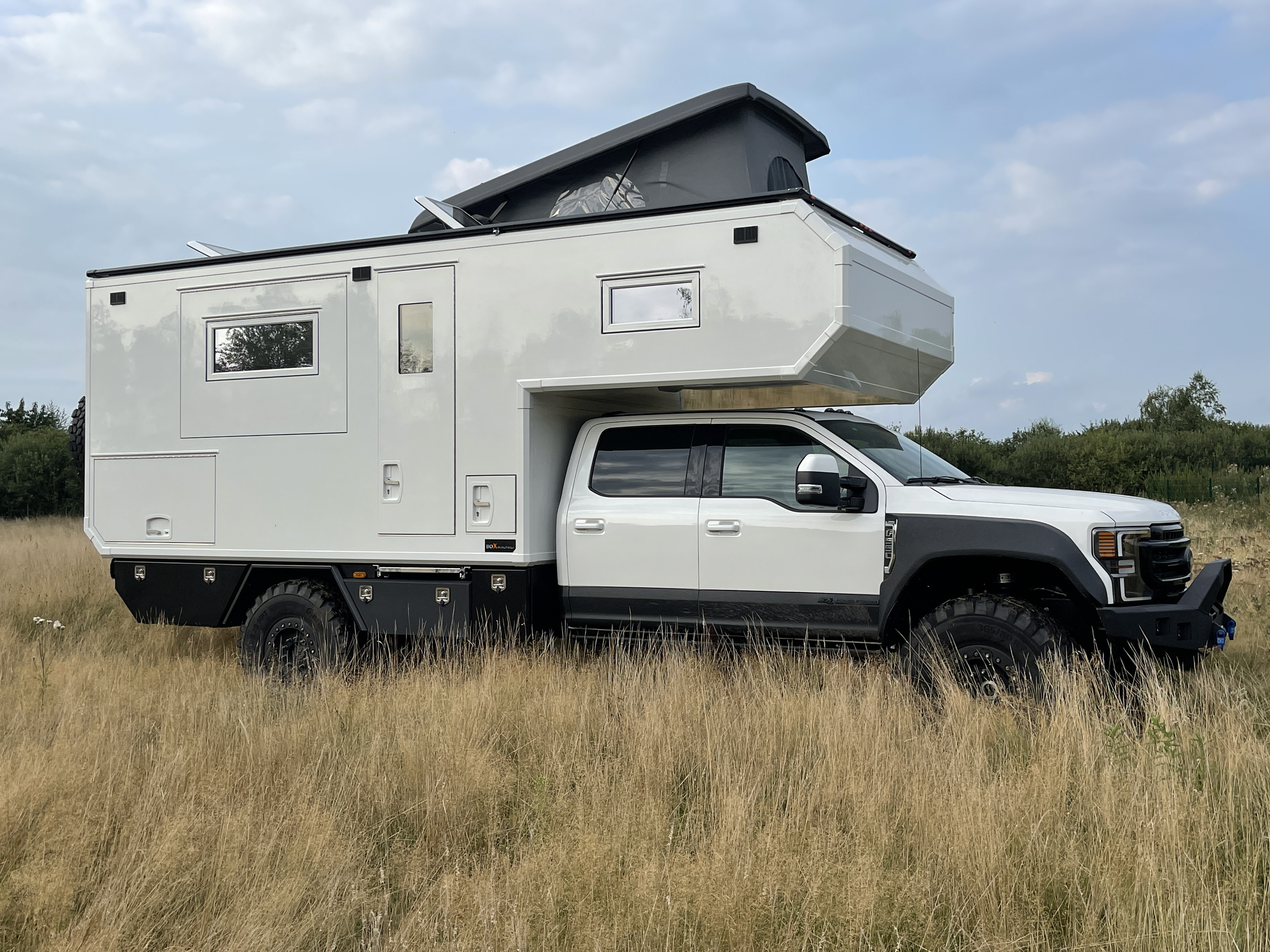
Aufstelldach (SCA) auf einem Expeditionsfahrzeug.